# (53250) Beucher
(53250) Beucher est un astéroïde de la ceinture principale.

## Description
(53250) Beucher est un astéroïde de la ceinture principale. Il fut découvert le 20 février 1999 à l'observatoire Goodricke-Pigott par Roy A. Tucker. Il présente une orbite caractérisée par un demi-grand axe de 2,83 UA, une excentricité de 0,02 et une inclinaison de 1,4° par rapport à l'écliptique.